# Velemyšleves
Velemyšleves (deutsch Welmschloß) ist eine Gemeinde in Tschechien. Sie liegt neun Kilometer nördlich von Žatec und gehört zum Okres Louny.

## Geographie
Velemyšleves befindet sich im Nordböhmischen Becken an der Einmündung des Baches Velemyšlevecký potok in die Chomutovka. Nördlich erhebt sich der Uhelný vrch (Kohlberg, 313 m). Durch die Gemeinde führt die Staatsstraße I/24 von Žatec nach Most. Sie kreuzt sich südlich von Velemyšleves an der Abfahrt 66 mit der Staatsstraße I/7 zwischen Louny und Chomutov, die auf dem Abschnitt entlang des Industriegebietes Triangle zur Schnellstraße R 7 ausgebaut worden ist. Im Norden liegt auf Havraňer Flur das Industriegebiet Joseph, im Südosten das zum Gemeindegebiet gehörende Industriegebiet Triangle.
Nachbarorte sind Sušany, Saběnice und Havraň im Norden, Moravěves im Nordosten, Blažim im Osten, Vidovle und Truzenice im Südosten, Žiželice im Süden, Vysočany im Südwesten, Lažany im Westen sowie Zálezly im Nordwesten.

## Geschichte
Das nach einem Velemysl benannte Dorf wurde wahrscheinlich zum Ende des 13. Jahrhunderts gegründet. Erstmals schriftlich erwähnt wurde Velemyslova ves im Jahre 1316 als Sitz des Vladiken Boheš. 1579 musste Jan von Velemyšleves wegen Verschuldung seinen Besitz an Georg Hochhauser von Hochhausen auf Eisenberg verkaufen. Nach der Schlacht am Weißen Berg wurden die Güter der Hochhauser konfisziert und Velemyšleves an Humprecht Czernin von Chudenitz verkauft. Er veräußerte Velemyšleves an den Jesuitenorden in Komotau. Der Orden brachte die Güter nach den Wirren des Dreißigjährigen Krieges zu neuer Blüte. Die berní rula von 1654 weist für Velemyšleves 24 Bauern und 12 Beisassen aus, lediglich drei Wirtschaften lagen noch wüst. Zu dieser Zeit war der Ort überwiegend von Deutschen besiedelt. 1736 ließen die Jesuiten eine Brauerei errichten. Wahrscheinlich entstand zu dieser Zeit auch an der Stelle der verfallenen Feste das Schloss. 1756 gehörten zum Gut Velemyšleves zwei Fischteiche und eine Mühle. Nach der Aufhebung des Jesuitenordens 1773 kam Welmschloß zu den böhmischen Kammergütern. Der erste Nachweis über das Schloss stammt aus dem Jahre 1798, als das Kloster Osek an dem Gut Interesse bekundete. 1813 kaufte der Launer Bürger Václav Beníško das Schloss und Gut. 1828 erwarb der Komotauer Bürgermeister Jakob Dobrauer das Gut Welmschloss und weitere Dörfer. Zu dieser Zeit bestand das Dorf aus 69 Häusern und hatte 252 Einwohner. Um das Schloss, das sich gegen dem Dorf am rechten Ufer der Chomutovka befand, war ein Park angelegt.
Nach der Aufhebung der Patrimonialherrschaften bildete Welmschloß / Velemyšloves 1850 mit dem Ortsteil Trusenz/Trusenice eine Gemeinde im Bezirk Saaz. 1868 erwarb Franz Seraph Horsky das Gut Welmschloß. Die örtliche Freiwillige Feuerwehr gründete sich 1878. 1881 erfolgte eine Rekonstruktion der Brauerei. Zwischen 1885 und 1887 ließen die Besitzer des Gutes, Familie Zuleger, das Schloss komplett neobarock umbauen. Mit 555 Einwohnern erreichte Welmschloß im Jahre 1888 seine höchste Bevölkerungszahl. 1904 wurde ein Schulhaus eingeweiht, zuvor waren Minitz Schulort gewesen. 1930 hatte die Gemeinde Welmschloß 679 Einwohner.
Nach dem Münchner Abkommen wurde der Ort 1938 dem Deutschen Reich zugeschlagen und gehörte bis 1945 zum Landkreis Saaz. 1939 lebten in der Gemeinde 529 Menschen. Nach dem Ende des Zweiten Weltkrieges kam Velemyšleves zur Tschechoslowakei zurück und die deutsche Bevölkerung wurde vertrieben. Das Schloss wurde 1950 dem Staatsgut übertragen, das es als Landarbeiter-Internat nutzte.
Seit 1961 gehört Velemyšleves zum Okres Louny, zugleich wurden Minice und Zálezly eingemeindet. Seit den 1970er Jahren stand das baufällig gewordene Schloss leer und verfiel. 1987 wurde es abgerissen. Zwischen 1981 und 1990 war Velemyšleves ein Ortsteil von Žiželice.
Auf dem früheren Armeeflugplatz Žatec begann ab 2002 die Errichtung des 365 ha großen Industriegebietes Triangle, in dem bisher Niederlassungen der japanischen Unternehmen IPS Alpha Technology Europe und Hitachi Home Electronics entstanden. Unter dem Namen Průmyslová zóna Triangle bildet es anteilig einen Ortsteil, ein weiterer Teil gehört zu Staňkovice.

## Gemeindegliederung
Die Gemeinde Velemyšleves besteht aus den Ortsteilen Minice (Minitz), Průmyslová zóna Triangle (Industrie- und Gewerbegebiet Triangle), Truzenice (Trusenz), Velemyšleves (Welmschloß) und Zálezly (Salesel). Das Gemeindegebiet gliedert sich in die Katastralbezirke Minice, Velemyšleves und Zálezly. Grundsiedlungseinheiten sind Minice, Truzenice, Velemyšleves und Zálezly.

## Sehenswürdigkeiten

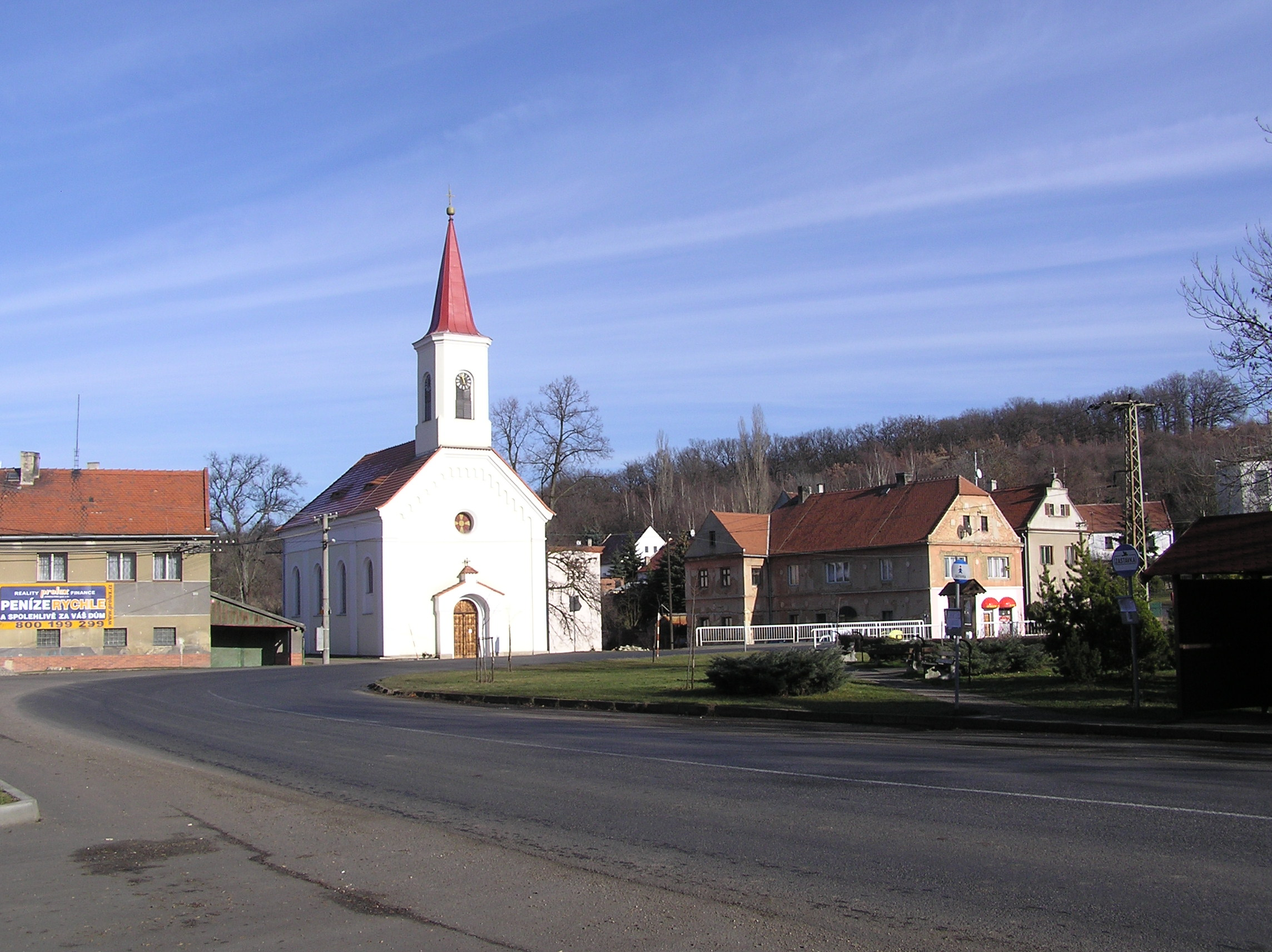
Antoniuskirche

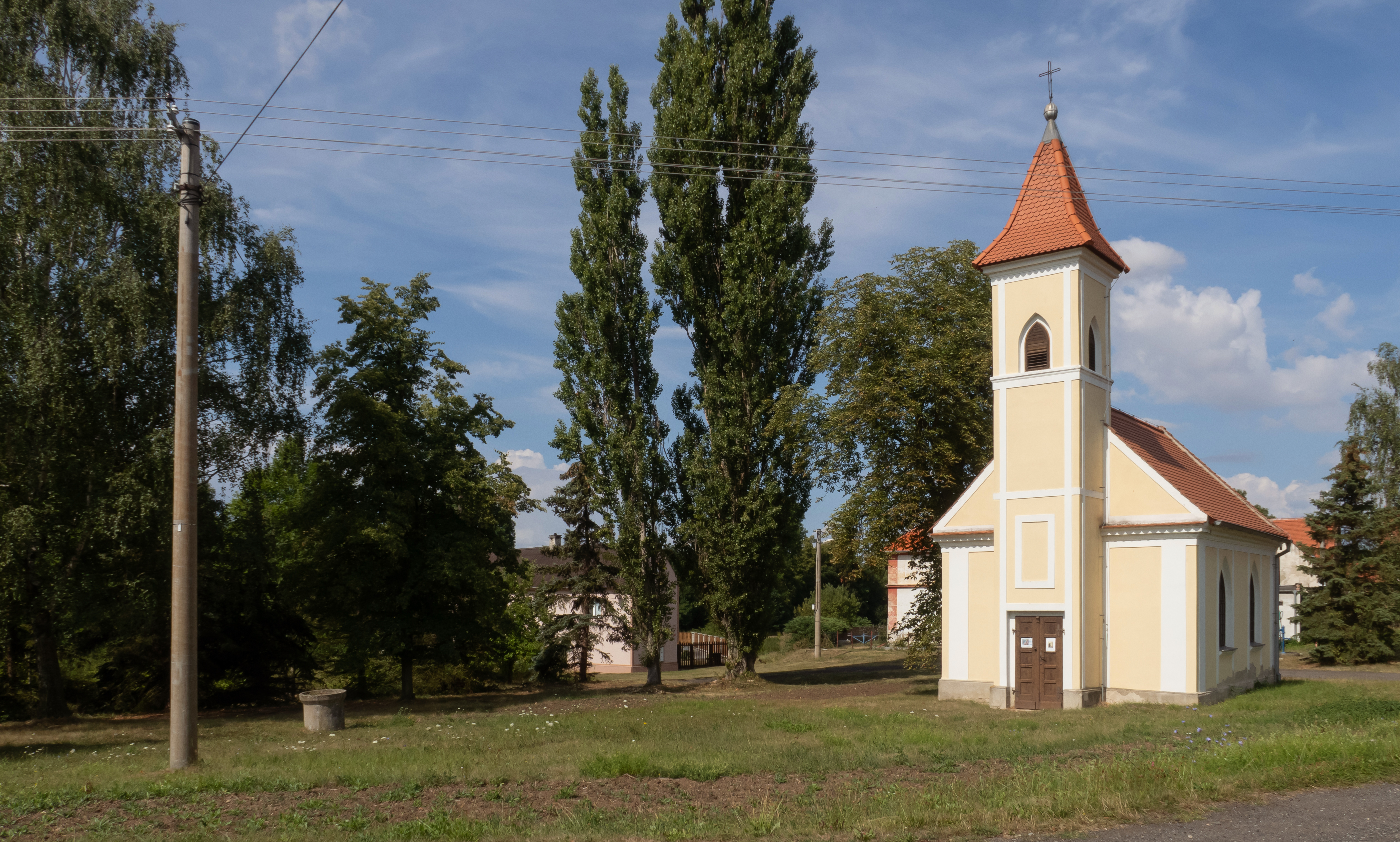
Kapelle in Zálezly

- Reste des Schlossparks Velemyšleves mit Wirtschaftsgebäuden des ehemaligen Schlosses und einem Torso der Feste
- Kirche des hl. Antonius von Padua, errichtet 1863 auf Veranlassung des Saazer Bürgers Antonín Svoboda
- Statue des hl. Josef, aus dem 18. Jahrhundert
- Statue des hl. Johannes von Nepomuk, geschaffen 1746
- Gotische Kirche des hl. Martin in Minice, erbaut 1361
- Kapelle in Zálezly
- steinernes Kreuz in Minice, aus dem Jahre 1742
- steinernes Kreuz in Zálezly, aus dem Jahre 1785

## Persönlichkeiten
- Joseph Hesse von Hessenthal (1785–1849), preußischer Generalmajor